# تلمبه عشایری همت‌آباد
تلمبه عشایری همت‌آباد یک منطقهٔ مسکونی در ایران است که در دهستان ریگان واقع شده‌است.